# Автомобілі Віктора Януковича
Колекція раритетних автомобілів виявлена у резиденції Віктора Януковича «Межігір'я», котра стала відкритою для відвідування 22 лютого 2014 року. Журналісти, що потрапили до гаражу віднайшли колекцію, що складалася з 8 мотоциклів та 31 автомобіль. Серед автомобілів Президента переважна більшість — класичні автомобілі 1950-60 років, є Чайки, ЗІЛи, Запорожці тощо; серед раритетів є автомобіль Horch 855, яких було випущено 7 екземплярів у 1938–1939 роках.
3 автомобілі: ЗІЛ-114 та 2 «Чайки» до 2009 року були власністю кіностудії імені Олександра Довженка.